# Pere Domènech i Roura
Pour les articles homonymes, voir Domenech et Roura (homonymie).
Pere Domènech i Roura, né à Barcelone le 22 janvier 1881 et mort à Lérida le 7 mai 1962, est un architecte et universitaire catalan.
Personnalité majeure du modernisme, puis du noucentisme, des projets urbains de la mairie de Barcelone, il est notamment le créateur du stade de Montjuïc (1926-1929), actuel Stade olympique Lluís-Companys .

## Biographie
Le Père Domènech i Roura nait le 22 janvier 1881 d'une famille de la bourgeoisie catalane. Il est le fils de Lluís Domènech i Montaner (1849-1923), architecte majeur du modernisme catalan et de Maria Roura i Carnesoltes (1851-1927).
En 1907, il sort diplômé de l'École technique supérieure d'architecture de Barcelone. 
Dès ses débuts, il collabore avec son père, auteur du Palais de la musique catalane, notamment dans l'architecture médicale, avec la construction de l'Institut Pere Mata de Reus et de l'hôpital de Sant Pau, situé dans le quartier barcelonais de l'Eixample, près de la Sagrada Família d'Antoni Gaudi. Dans le domaine de l'architecture vinicole, il travaille à la réalisation des caves de l'Espluga de Francolí (1912), de Sarral (1913) et de la cave coopérative agricole de Vila-seca (1919-1921), soutenu dans ses travaux par l'écrivain Àngel Guimerà.
En 1929, Pere Domènech est l'architecte en chef de l'Exposition Internationale de Barcelone. Il travaille avec son collègue Enric Catà dans le projet d'édification du Palais national (actuel siège du Musée national d'art de Catalogne), sur l'avenue de la Reine Marie-Christine. S'éloignant de ses racines modernistes pour un édifice de style noucentiste, il se consacre surtout à son œuvre la plus célèbre : le Stade olympique de Barcelone, sur la montagne de Montjuïc, agrandi pour les Jeux Olympiques de 1992 et toujours utilisé de nos jours pour des compétitions sportives et événements artistiques.
Il termine sa vie en tant que professeur titulaire de chaire l'École technique supérieure d'architecture de Barcelone, dont il obtient la chaire en 1920, jusqu'à sa retraite en 1950. Il décède à Lérida, sous la dictature franquiste, le 7 mai 1962.